# چست‌ناتز لانگزبارو
چست‌ناتز لانگزبارو (انگلیسی: Chestnuts Long Barrow) گورپشته کشیده باستانی است که شکلی دراز دارد و اتاقک‌هایی در آن قرار گرفته شده است. این بنا احتمالاً در حدود ۵۰۰۰ سال قبل از میلاد، در دوره نوسنگی اولیه در جنوب شرقی بریتانیا (واقع در کنت) ساخته شده است. امروزه فقط ویرانه است. باستان شناسان دریافته اند که باروهای بلند مدت کوتاهی پس از ورود کشاورزی از اروپا به بریتانیا توسط جوامع کشاورز ساخته شده است.